# Xã West Hemlock, Quận Montour, Pennsylvania
Xã West Hemlock (tiếng Anh: West Hemlock Township) là một xã thuộc quận Montour, tiểu bang Pennsylvania, Hoa Kỳ. Năm 2010, dân số của xã này là 503 người.